# Jean-Marie Le Méné
Jean-Marie Le Méné (Versalhes, 2 de dezembro de 1956) é um magistrado francês.
Conselheiro do Tribunal de Contas desde 2008, é Presidente da Fundação Jérôme-Lejeune desde 1996.
Desde 30 de setembro de 2009 é membro da Pontifícia Academia para a Vida. Foi renovado em suas funções em 13 de abril de 2017 pelo Papa Francisco por ocasião da reestruturação da academia. Ele também é consultor do Pontifício Conselho para a Saúde.
Em 5 de janeiro de 2011, o Papa Bento XVI o nomeou consultor do Pontifício Conselho para a Pastoral dos Serviços de Saúde.